# Historia de la Acrópolis de Atenas

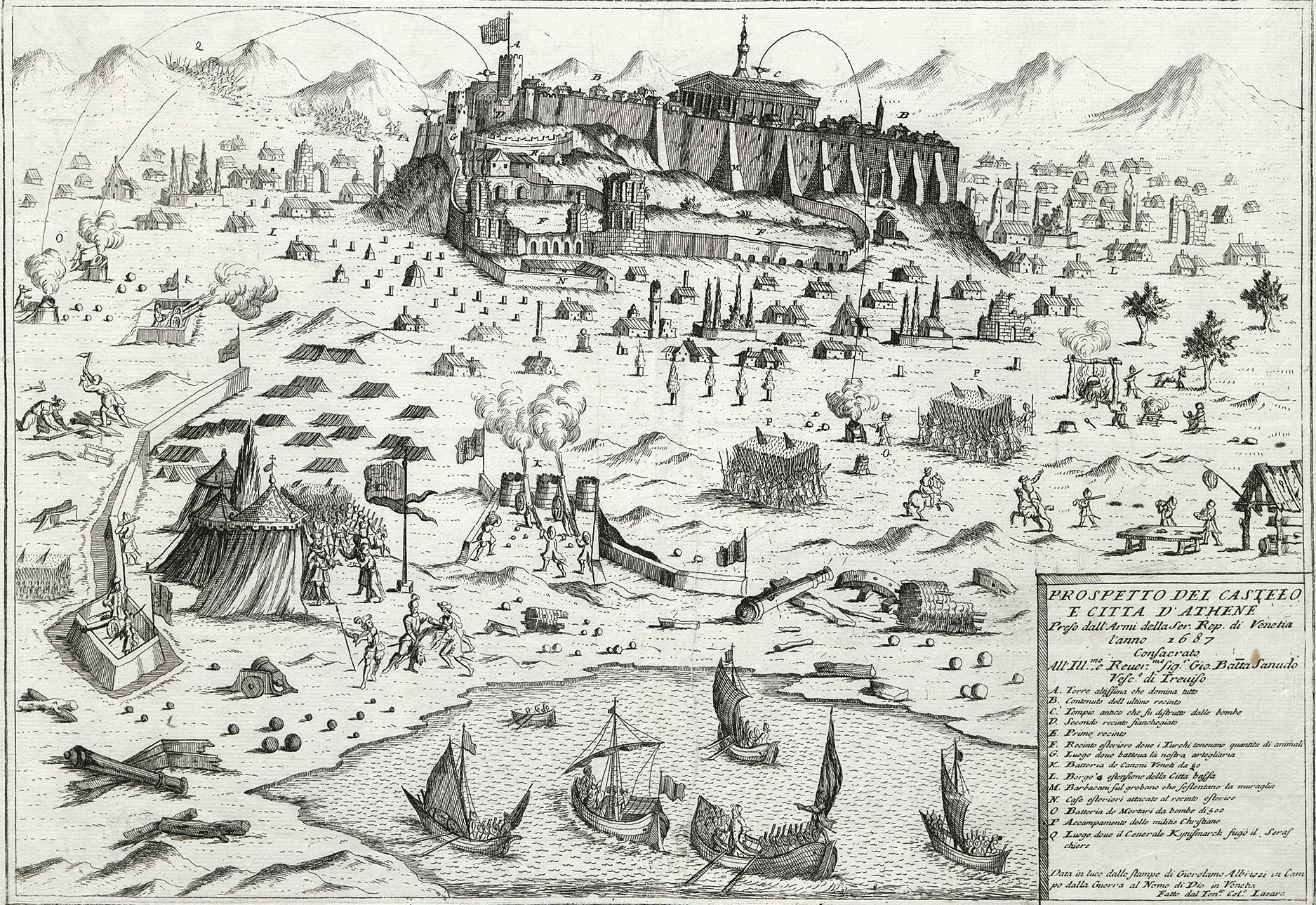
Asedio de los venecianos a la Acrópolis de Atenas en 1687.

Una gran parte de los edificios arquitectónicos que forman la Acrópolis de Atenas se edificaron durante la época de Pericles (469 a. C.-429 a. C.). La plataforma estaba rodeada por una muralla construida por los pelasgos, que sustituyó otra anterior más primitiva; más tarde se construyó un templo, el Hecatompedón, que fue destruido por el rey persa Jerjes I. Sobre estas ruinas, Pericles levantó el Partenón junto con el resto de los edificios repartidos por toda la montaña. Todos se conservaron en bastante buen estado hasta el siglo XVI, cuando a causa de la dominación otomana el Partenón se convirtió en mezquita, el Erecteión en harén y los Propileos en polvorín.
Durante el asedio de Atenas en 1687, los venecianos, bajo el mandato del general Francesco Morosini, hicieron grandes destrozos con sus bombardeos. Un golpe de mortero destruyó en parte el Partenón, ya que los musulmanes lo utilizaban como polvorín, siendo en aquella ocasión cuando se derrumbó el techo del templo y repartiéndose como botín parte de los tesoros artísticos de la Acrópolis. A principios del siglo XIX, Lord Elgin trasladó restos de las esculturas del Partenón al Museo Británico de Londres.

## Primeras ocupaciones

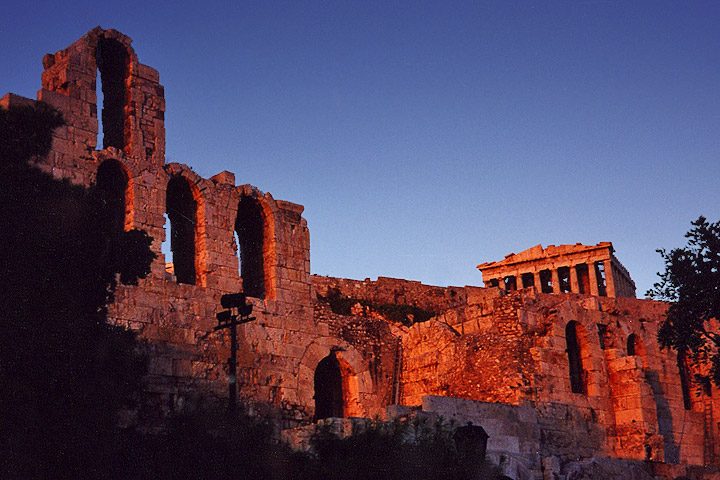
Detalle de la Acrópolis.

Existen evidencias arqueológicas de la ocupación y uso durante el heládico antiguo, a mediados del III milenio a. C. cuando se erguía un palacio en aquel lugar. En aquella época, estaba rodeada por un grueso muro (entre 4,5 y 6 metros) que constaba de paramentos construidos con grandes bloques de piedras cimentados con un primigenio mortero llamado emplekton. La entrada principal miraba hacia el Este. Al noroeste existía otra entrada, a la que se llegaba mediante una escalera de aproximadamente quince escalones excavados en la roca.
Esta entrada secundaria estaba situada próxima al palacio real. Al nordeste había un portillo y una escalera que iba a la fuente conocida como Clepsidra. Aún existe una gran parte de la muralla, realizada con piedras diagonales mal recortadas en el lado sur.
El rey de Atenas, Erecteo, hijo de Pandión I, el cual se divinizó y se le erigió el Erecteión dentro de la Acrópolis, fue el que introdujo el culto a Atenea e instituyó las fiestas Panateneas.

## Periodo Micénico y Edad Oscura
Trazos de casas micénicas prueban que la Acrópolis estaba permanentemente habitada durante esa época, con el hundimiento de la civilización micénica se construyó un nuevo edificio denominado Enneapylon ("nueve puertas") que cubrió la fuente de Clepsidra. Siguió así durante la Edad Oscura que precedió al nacimiento de la polis ateniense en el siglo VIII a. C. En dicha época, existía un pequeño templo dedicado a Atenea mencionado por Homero y un mégaron o patio de audiencias y reuniones. No se sabe con certeza si se trataba de diversos edificios o bien todos estaban agrupados en una única construcción.

## Periodo Arcaico

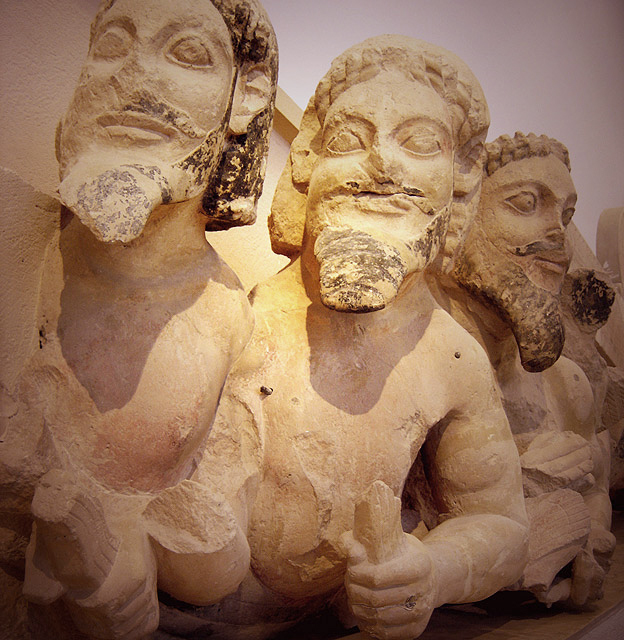
Friso: Tifón de tres cabezas, perteneciente a un frontón (560 a. C.-550 a. C.), Museo de la Acrópolis de Atenas.

La Acrópolis fortificada sirvió como ciudadela para Pisístrato. En el 510 a. C., cuando fue defenestrado por una revolución popular apoyada por los espartanos, se demolieron los muros. En el mismo lugar, los antiguos habitantes de Atenas se refugiaron durante las guerras médicas hacia el 480 a. C. Con dicho propósito, las partes dañadas de la muralla fueron reemplazadas por un refugio de madera, pero esto no detuvo a las tropas invasoras del Rey persa Jerjes I en la conquista de la Acrópolis y en el saqueo y quema de los templos mayores. Los griegos, bajo el mando del rey espartano Leónidas I y a pesar del número inferior de tropas, aguantaron el avance de las tropas persas de Jerjes durante tres días. La resistencia en la batalla de las Termópilas dio tiempo a Atenas a la fortificación de la Acrópolis y a otras ciudades del estado de Hélade a prepararse para la batalla y vencer definitivamente a los persas en la batalla de Salamina. 
Al regresar a Atenas, Cimón de Atenas y Temístocles ordenaron la reconstrucción de los muros sur y norte. Se niveló el terreno de la cima y se echaron las bases para levantar otro templo en la parte más alta del recinto, cuyos cimientos se han encontrado bajo el Partenón. La planta era un poco más estrecha y alargada, como era habitual en los edificios dóricos arcaicos. En el proyecto de Temístocles, el edificio debía tener cien pies de largo, por lo que recibió el nombre de Hecatompedón, pero parece que la construcción se suspendió y, una vez desterrado Cimón, fue Pericles quien asumió el proyecto.

## Periodo Clásico

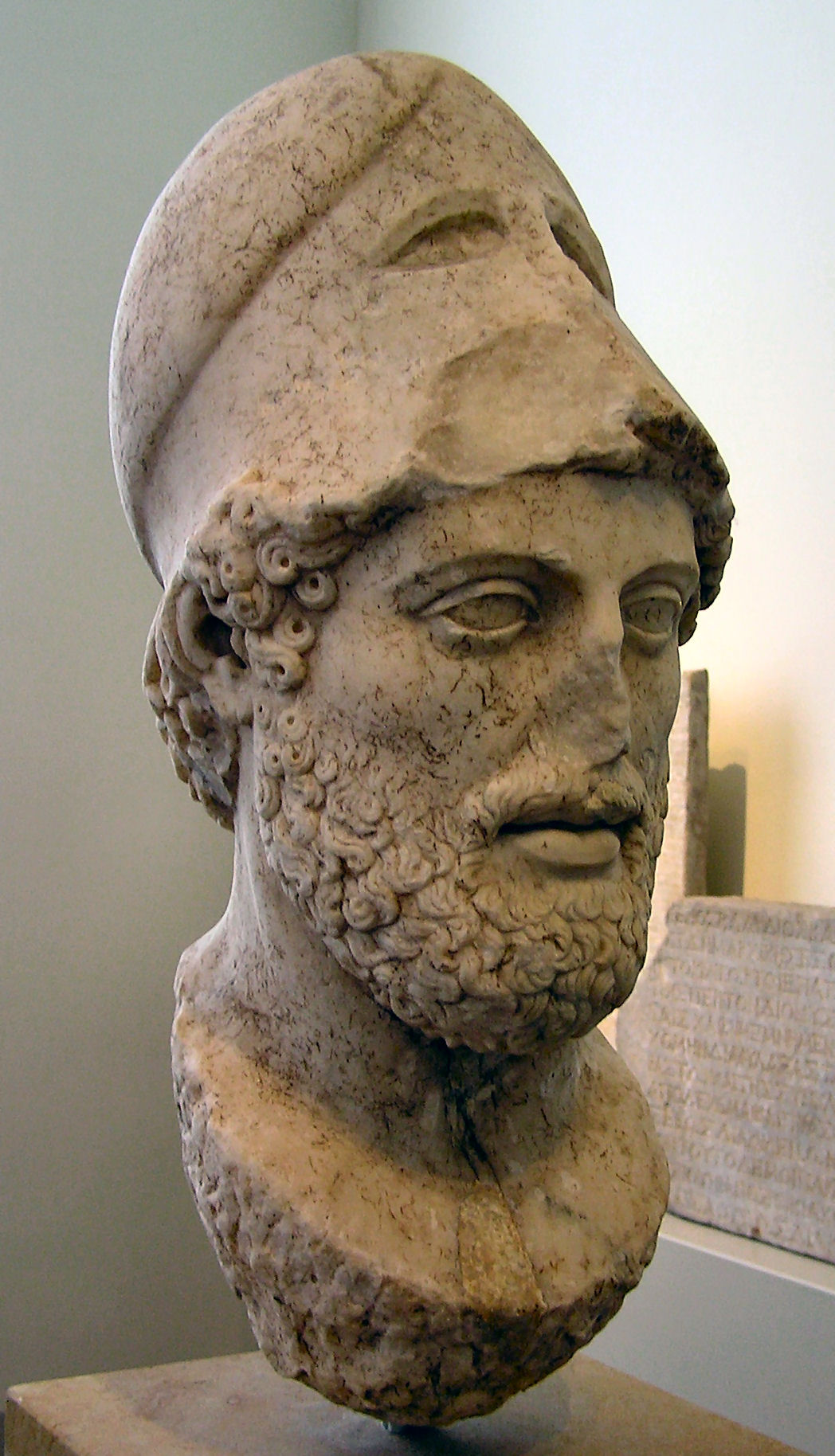
Pericles, gran impulsor de la construcción de la Acrópolis de Atenas, según una copia romana de un retrato griego del año 429 a. C. (Altes Museum, Berlín).

La mayoría de los grandes templos fueron reconstruidos bajo el liderazgo de Pericles durante la Edad Dorada de Atenas (460-430 a. C.), que utilizaría el tributo de los miembros de la Liga de Delos para construir el Partenón y otros monumentos de la Grecia clásica. Durante el siglo V a. C., la Acrópolis obtuvo su forma final. 
En 437 a. C., Mnesicles comenzó a construir los Propileos, las puertas monumentales con columnas de mármol del Pentélico, parcialmente construidas sobre los antiguos Propileos de Pisístrato. Estas columnatas fueron prácticamente finalizadas en el año 432 a. C. y tenían dos alas, sirviendo la norte como pinacoteca.
Al mismo tiempo que los Propileos, se comenzó la construcción del pequeño templo jónico de Atenea Niké. Tras una interrupción debida a la guerra del Peloponeso (431-404 a. C.) contra Esparta, el templo fue concluido en la época de la paz de Nicias, entre 421 a. C. y 415 a. C.
En el mismo periodo se comenzó la construcción del Erecteión, con su Tribuna de las Cariátides, pórtico situado al lado sur dedicado a Pándroso, hija de Cécrope I, atribuido a Calímaco, discípulo de Fidias. En el pórtico, llamado Pandroseión, se custodiaba la tumba de Cécrope I. Es el más grandioso templo jónico griego edificado en tiempos de Pericles, entre el año 421 y 406 a. C., para reconstruir el templo destruido por los persas en los años 480 y 479 a. C., dedicado a Poseidón y Atenea, asociados a Erecteo —uno de los reyes míticos de Atenas que, según algunas tradiciones, introdujo el culto a Atenea y fundó las Panateneas y que, fulminado por Poseidón, fue enterrado en el lugar de la Acrópolis donde se alza el Erecteion—. 
El Erecteión es un templo hexástilo cuya cella está dividida en tres partes destinadas a albergar los objetos de culto: una nao dedicada a la imagen de Atenea y la serpiente de la Acrópolis; otra en la que se guardaba la imagen de Poseidón y tal vez una cisterna para la sal marina de este dios y la tercera en la que se veneraba a Erecteo. 
Entre el templo de Atenea Niké y el Partenón se encontraba el santuario de Artemisa Brauronia, divinidad representada como un oso y adorada en Braurón. En el santuario se encontraban el arcaico xoanon de la divinidad y una estatua realizada por Praxíteles en el siglo IV a. C.
Tras los propileos, dominaba el conjunto de la Acrópolis la gigantesca estatua de bronce de Fidias de Atenea Promacos ("la que combate en primera línea"), construida entre el 450 a. C. y 448 a. C. La base era de 1,50 m de alta, mientras que la altura total de la estatua era de 9 metros. La divinidad tenía una lanza en su mano y un escudo gigante en el lado izquierdo, decorado por Mys con imágenes de la lucha entre los Centauros y Lápitas.
Además el Eleusinion, situado en la base de la Acrópolis, acogía las reliquias sagradas de los Misterios eleusinos.
Otros monumentos, desaparecidos, son la Calcoteca, el Pandroseión, el santuario de Pandión, el altar de Atenea, el santuario de Zeus Polieus y, de la época romana, el templo circular de Augusto y Roma.

## Periodos posteriores

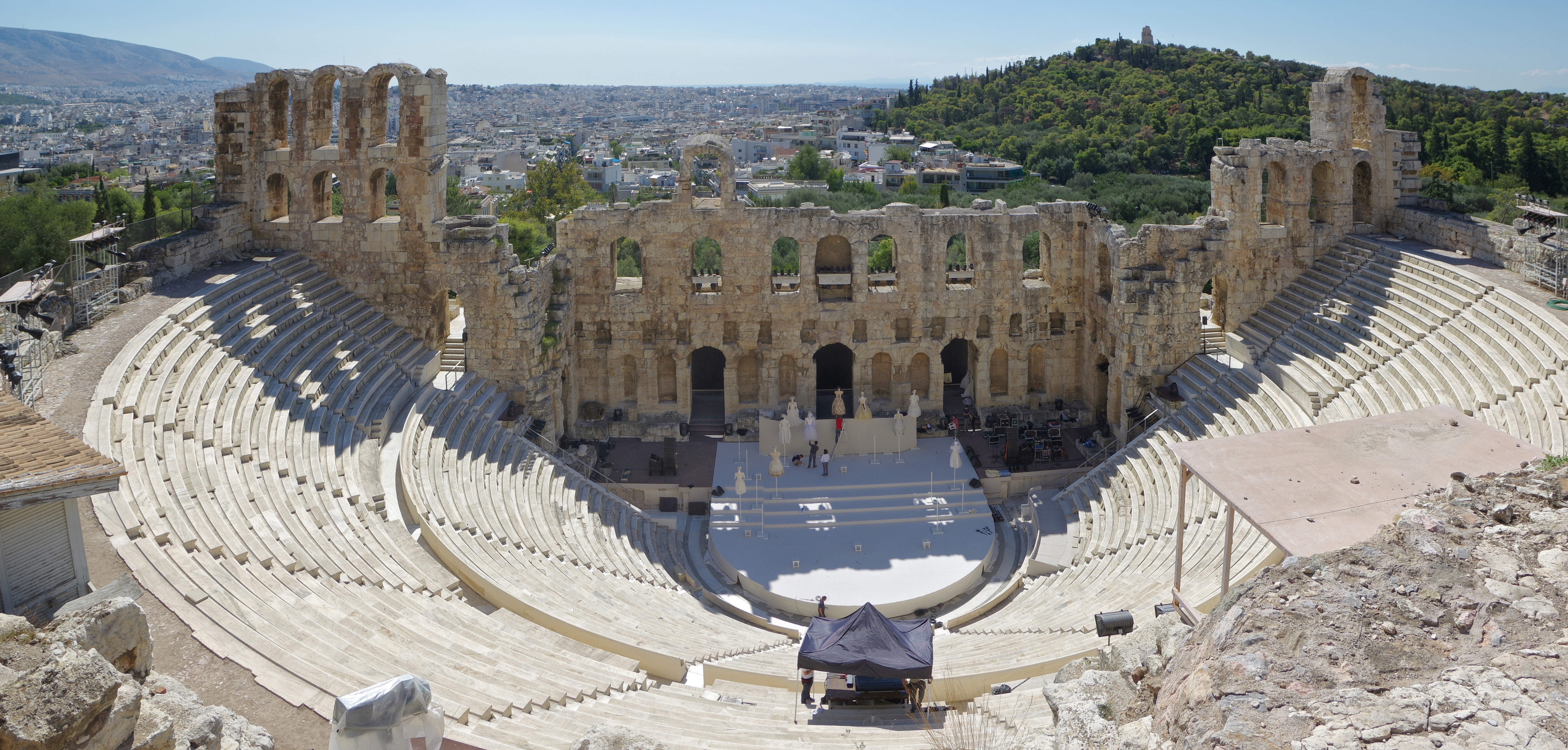
Vista del Odeón de Herodes Ático desde la Acrópolis de Atenas.

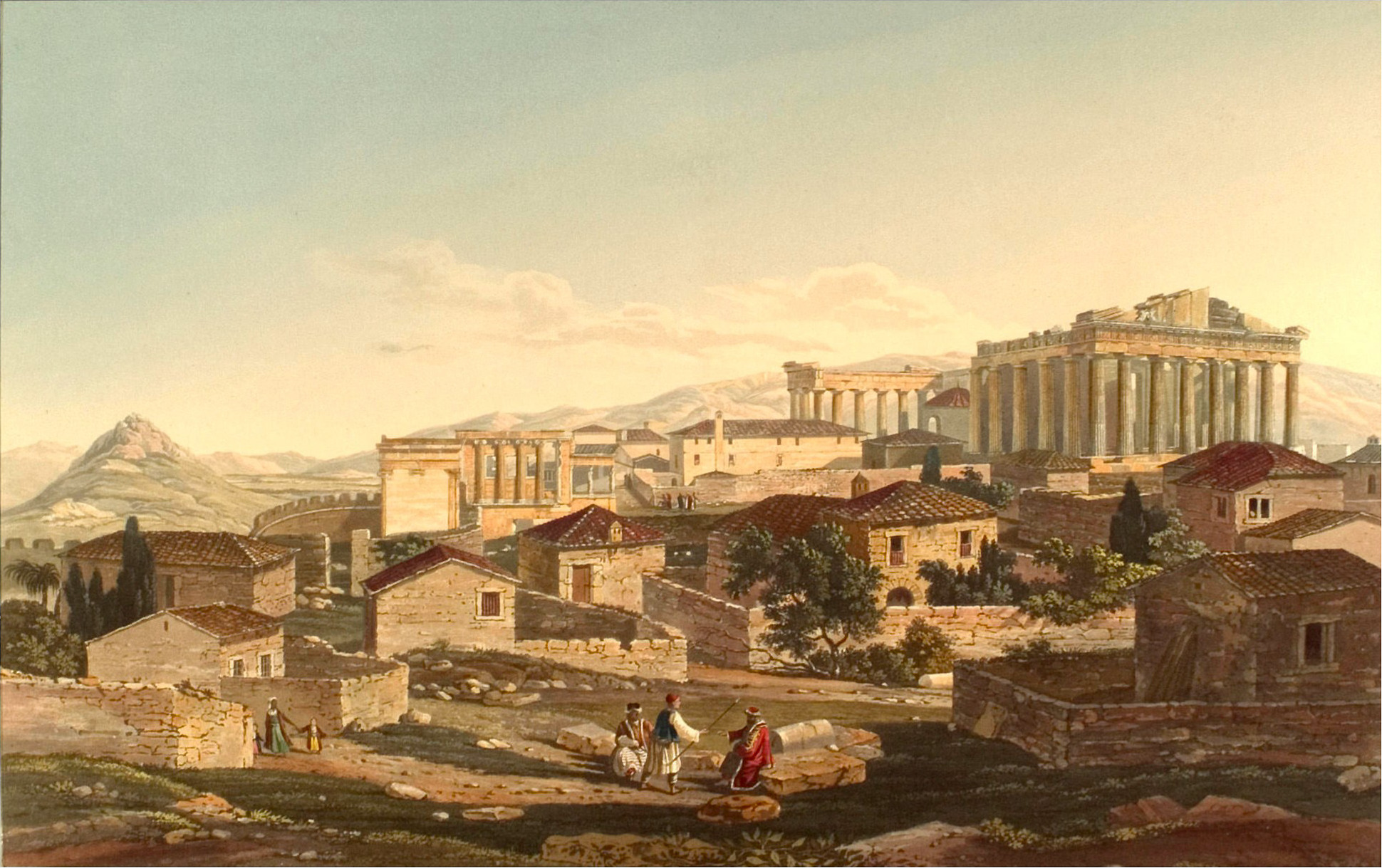
Grabado de Edward Dodwell que muestra la imagen de la Acrópolis de Atenas a principios del, cuando las viviendas se mezclaban con los antiguos templos.

Con la conquista del Imperio persa, Alejandro Magno, hijo del rey Filipo II de Macedonia, pasó a dominar toda la zona mediterránea. La libertad de Grecia fue proclamada en los Juegos Ístmicos, pero en realidad lo que se hizo fue un traspaso de la hegemonía de Macedonia a Roma. El 22 de junio del 168 a. C. se libró la batalla de Pidna, que puso fin a la monarquía macedónica.
Herodes Ático, cónsul romano, escribía a su amigo Cicerón hablando sobre Atenas con gran entusiasmo. Muchos italianos viajaban a Atenas para visitar la ciudad, y los gobernantes, junto con los emperadores, aumentaron los monumentos dentro y fuera de la Acrópolis. Por ejemplo, en el año 161 se construyó gracias a Herodes Ático, un odeón al lado del teatro de Dioniso. Durante la invasión de los hérulos del año 267, este teatro fue destruido y más tarde su estructura pasó a formar parte de las murallas. Con el paso de los siglos, su parte inferior quedó escondida por los matorrales, cosa que hizo pensar a Niccolò de Martini que se trataba de un puente. En el siglo XIX se iniciaron las excavaciones y finalmente fue restaurado. Desde el año 1957 se realizan normalmente festivales y representaciones teatrales.
En el siglo VII, el Erecteión fue convertido en iglesia bizantina y se transformó su interior.
Posteriormente, con la dominación de la Corona de Aragón el Partenón pasó a ser iglesia católica con el nombre de Santa María de Cetines, ordenando Pedro el Ceremonioso que fuera custodiado por una guardia especial y lo calificó de la pus rica joia que al món sia. El último arzobispo catalán que dijo misa en el Partenón fue Antoni Ballester. Se utilizó también como polvorín y durante el asedio de Atenas por los venecianos, en el año 1687, con la explosión de una bomba, se desplomaron algunas columnas de las fachadas laterales, que fueron las más afectadas. A principios del siglo XIX se arrancaron una gran cantidad de esculturas con el consentimiento del gobierno otomano, siendo estas adquiridas por el embajador británico Lord Elgin y vendidas en 1816 al Museo Británico.
Durante el imperio otomano (1299-1923), los turcos ocuparon Grecia el año 1453 con la conquista de Atenas, hasta la independencia helénica en 1832. Los Propileos explotaron en un incendio en 1640 cuando tenían la función de polvorín para el gobierno turco.
Cuando acabó la guerra de Independencia de Grecia, se nombró en 1832, como nuevo rey al príncipe Otón I, que entró en contacto con el arquitecto alemán Friedrich Schinkel para la construcción de un nuevo palacio para el rey. El arquitecto desarrolló un proyecto para construir un palacio y unos jardines en la Acrópolis de Atenas, sobre las ruinas de los antiguos templos. No se pudo construir, ya que Schinkel sobrestimó la capacidad económica del nuevo reino, con lo cual se ganó el no perder totalmente los restos de los templos.

## Significado cultural de la Acrópolis
Cada año, los atenienses celebraban un festival conocido como las Panateneas, que rivalizaba con los Juegos Olímpicos en popularidad. Durante el festival, una procesión subía desde Atenas hasta la Acrópolis, hacia el Partenón (como se reflejaba en el friso en el interior del Partenón). Allí, se colocaba un costoso manto (peplos) de forma ceremoniosa en la estatua criselefantina (de marfil y oro) de Atenea Pártenos, realizada por Fidias (~438 a. C.). El escultor quería hacerla de mármol, pero el pueblo exigió que fuera de oro y marfil. Atenea tenía en una mano una estatua de la Victoria y en la otra mano sostenía un escudo. De esta imagen solamente se poseen copias de la época romana.